# Sperillen
Sperillen est un lac de Norvège situé à Ådal, dans la municipalité de Ringerike (Comté de Buskerud). Le lac a une superficie de 37 km2, et une profondeur maximale de 108 mètres. Il est situé à 150 mètres d'altitude.

## Géographie

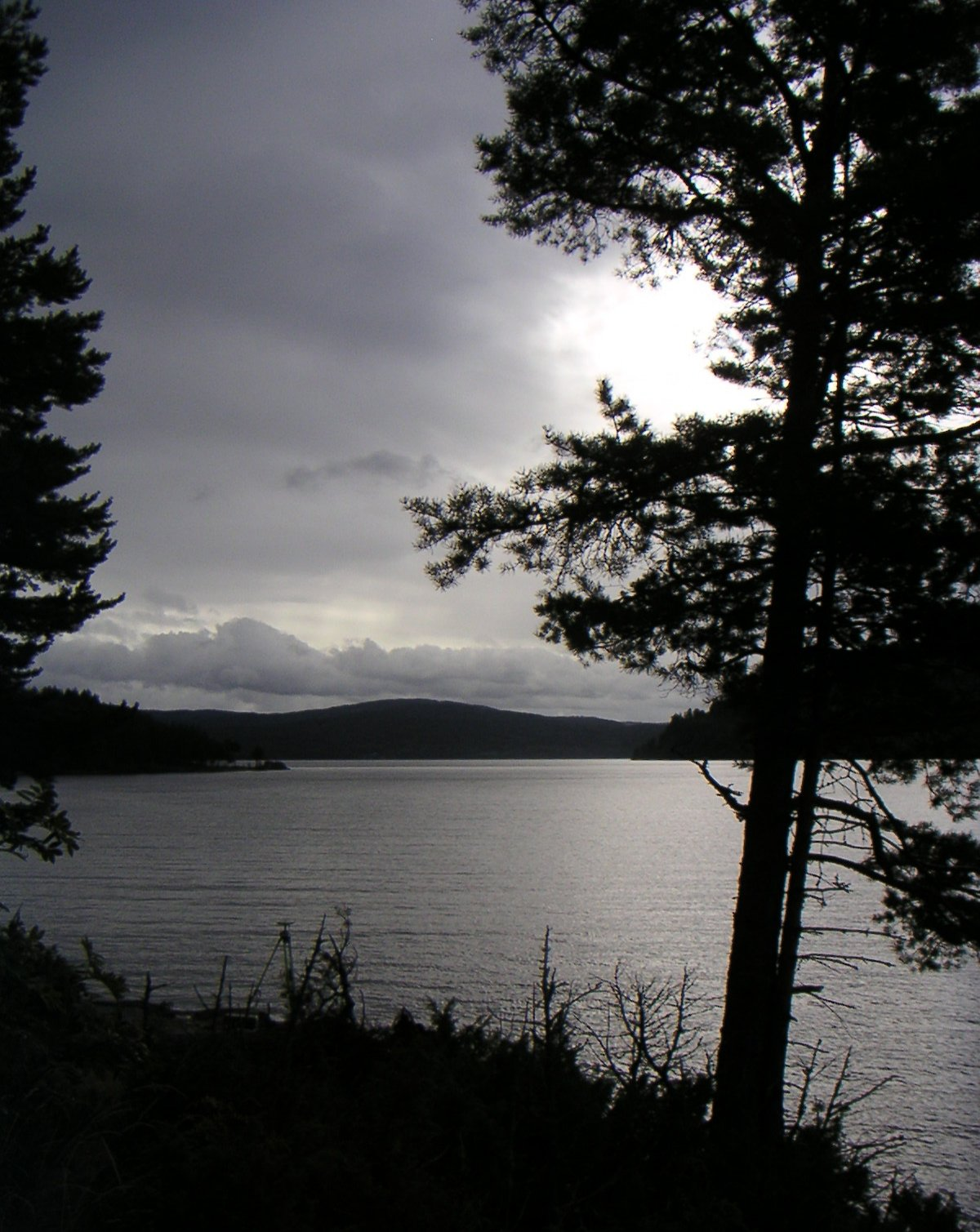
Sperillen, vu depuis le sud-est

Les rivières Begna (de la vallée de Begnadalen) et Urula (de la vallée de Hedalen) coulent jusqu'au lac depuis le nord. Au sud, une centrale hydroélectrique est placée à Ringmoen. Le lac est connu pour sa pêche, et est un des rares à faire de la pêche commerciale. Les espèces les plus communes de poissons vivant dans ce lac sont le poisson blanc, le char, la perche européenne et la truite.
La route européenne 16 longe le côté est du lac.

## Étymologie
Le nom est dérivé du nordique "Sperðill" qui signifie "queue" et se réfère probablement à la forme allongée du lac.